# NFYC
NFYC‏ (Nuclear transcription factor Y subunit gamma) هوَ بروتين يُشَفر بواسطة جين NFYC في الإنسان.